# Un, deux, trois, soleil
Un, deux, trois, soleil é um filme francês de Bertrand Blier, estreou em 1993.

## Elenco
- Anouk Grinberg : Victorine
- Myriam Boyer : Daniela Laspada, a mãe
- Olivier Martinez : Petit Paul
- Jean-Michel Noirey : Maurice Le Garrec
- Denise Chalem : l'institutrice
- Jean-Pierre Marielle : l'homme seul
- Éva Darlan : Jeanine
- Claude Brasseur : l'enfoiré
- Irène Tassembédo : Gladys Boigny
- Patrick Bouchitey : Marcel, o barman
- Marcello Mastroianni : Constantin Laspada, o pai
- Charles Schneider : le sergent BoignyReferências

1. ↑  «Un, deux, trois soleil (1993)». www.unifrance.org (em francês). Consultado em 28 de outubro de 2018